# WXYZ-TV
WXYZ est une station de télévision américaine ayant une autorisation pour la zone de couverture de Détroit dans le Michigan. Elle est détenue par la société E. W. Scripps Company et affiliée au réseau ABC. Les studios sont situés au 20777 West 10 Mile Road à Southfield dans le Michigan et l'émetteur est situé dans la parcelle du studio.
WXYZ-TV a été détenue et exploitée par American Broadcasting Company de 1948 à 1986.

## Historique
Le 9 octobre 1948, la société American Broadcasting Company lance une chaîne de télévision à Détroit, seconde de son réseau derrière WENR-TV à Chicago (17 septembre 1948). La chaîne installe ses studios dans le Maccabees Building sur Woodward Avenue dans la proche banlieue de Détroit et utilise l'émetteur au-dessus du bâtiment. La station de télévision poursuit la tradition de la station radiophonique d'ABC WXYZ-AM (depuis WXYT-AM) qui a produit des séries radiophoniques comme The Lone Ranger, Challenge of the Yukon (Sergeant Preston) et Le Frelon vert en développant des séries.
Au début des années 1950, Leonard Goldenson visite les studios de la station, avant la fusion entre UPT et ABC en 1953, et découvre que le matériel est stocké dans les couloirs.
En 1959, WXYZ-TV déménage pour de nouveaux studios nommés Broadcast House installés au 20777 West 10 Mile Road à Southfield. 
En 1984, ABC revend la station de radio WYXZ-AM à son directeur général Chuck Fritz.
Le 18 mars 1985, Capital Cities Communications lance une offre de rachat sur ABC pour la somme de 3,5 milliards de dollars. Le 5 septembre 1985, ABC fusionne avec Capital Cities mais en contrepartie ABC fait le choix de revendre WXYZ-TV à la E. W. Scripps Company. Un autre acheteur avait été envisagé, la société Cozzin Communications de Bill Cosby. WXYZ-TV signe alors un contrat d'affiliation avec ABC.

## Télévision numérique
| Chaîne | Image | Ratio | Programmation                             |
| ------ | ----- | ----- | ----------------------------------------- |
| 7.1    | 720p  | 16:9  | Programmation principale WXYZ-TV / ABC HD |
| 7.2    | 480i  | 16:9  | Bounce TV                                 |
| 7.3    | 480i  | 16:9  | Laff                                      |
| 7.4    | 480i  | 16:9  | Court TV                                  |
| 7.5    | 480i  | 16:9  | Shop LC                                   |

## Distribution au Canada
WXYZ-TV est la seule station du réseau ABC distribué par Shaw Broadcast Services (anciennement Cancom) dans l'est du territoire canadien. Elle est de facto la station ABC par défaut distribuée par les petits câblodistributeurs qui tirent leurs sources par satellite.